# Antonín Charvát
Antonín Charvát (1899 — 19 de setembro de 1930) foi um ciclista olímpico tchecoslovaco. Representou sua nação em dois eventos nos Jogos Olímpicos de Verão de 1924.